# Travis Rice
Travis Rice (ur. 9 października 1982 w Jackson Hole, Wyoming), amerykański snowboardzista, jest uważany za jednego z najlepszych snowboardzistów na świecie. Jest znany z wysokich lotów i swojego podejścia do trudnych trików, po raz pierwszy wykonał do podwójnego back flip amoramor w Red Bull Gap Session 2006.
W 2003 zdobył złoty medal X-Games w Slopestyle, a rok później brązowy. Ponadto zdobywca w 2007 medalu za best trick.